# Cupramontana
Cupramontana – miejscowość i gmina we Włoszech, w regionie Marche, w prowincji Ankona.
Według danych na styczeń 2010 gminę zamieszkiwało 4951 osób przy gęstości zaludnienia 184,1 os./1 km².